# Nana et les Filles du bord de mer
Pour plus de détails, voir Fiche technique et Distribution.
Nana et les Filles du bord de mer est une comédie dramatique française réalisée par Patricia Bardon et sortie en 2020.

## Synopsis
Le film suit les aventures sentimentales de Nana qui travaille à l'office de tourisme local avec son amoureux, Mathieu, guide de la baie de Somme et d'un groupe de jeunes de la commune, dont l'un est boucher, l'autre gérant du Café du Centre.
Mais Mathieu annonce à  Nana qu'il envisage de la quitter, et Nana décide alors de le quitter. Mais décidée à se venger un peu de son Mathieu infidèle, Nana se lance dans la séduction sur internet, via les réseaux sociaux et les sites de rencontre. « C'est Mathieu qui a commencé » déclare-t-elle. D'où une série de situation entre amoureux virtuels et prétendants bien réels, avec également l'intervention du groupe d'amis,.

## Fiche technique
- Titre original : Nana et les Filles du bord de mer
- Réalisation : Patricia Bardon
- Scénario : Patricia Bardon
- Décors :
- Costumes : Camille Duflos
- Photographie : Pascal Caubère
- Montage : Patricia Bardon et Pascal Caubère
- Musique : Arno
- Producteur : Patricia Bardon
- Société de production : Cassia's productions
- Sociétés de distribution : Cassia's productions
- Pays d'origine :  France
- Langue originale : français
- Format : couleur
- Genre : comédie dramatique
- Durée : 78 minutes
- Dates de sortie :
  - France : 13 mars 2020 (avant-première au Crotoy)[3] ; 12 août 2020 (sortie nationale)

## Distribution
- Sofiia Manousha : Nana
- Grégoire Isvarine : Damien
- Héloïse Rauth : Anne
- Guilhem Valayé : Mathieu
- Laure Millet : Kate
- Fabien Kachev : Pierrot
- Marie Fonteijn : Marie
- Arnaud Rincy : Nono

## Production
Le film a été tourné au Crotoy.